# Římskokatolická farnost Zubrnice
Římskokatolická farnost Zubrnice (lat. Saubernicium) je církevní správní jednotka sdružující římské katolíky na území obce Zubrnice a v jejím okolí. Organizačně spadá do ústeckého vikariátu, který je jedním z 10 vikariátů litoměřické diecéze.

## Historie farnosti
První písemná zmínka o farní lokalitě Zubrnice pochází z roku 1352. V roce 1384 zde existovala plebánie. Matriky jsou vedeny od roku 1723. Fara byla obnovena v témže roce. V roce 1740 byla kanonicky obnovena farnost.

### Duchovní správcové vedoucí farnost
Začátek působnosti jmenovaného v duchovní správě farnosti od:
- 1723 Franc. Ioann. Beck
- 1732 Frieder. Ignat. Donath
- 1738 Franc. Jos. Ringelhaan
- 1738 Wencesl. Ioann. Jarschel
- 1740 proto-par. (prvo-farář) Wencesl. Ioann. Jarschel
  - Ioann. Christ. Wäber
  - Martin. Wencesl. Kraupa
  - Franc. Ignat. Fritsch
- 1763 Wencesl. Jos. Schleichert
- 1779 Anton. Hesse
- 1783 Tobias Flek
- 1802 Georg. Reinholtz
- 1810 Franc. Hojer, n. 28. 2. 1782 Catharinaberg, o. 19. 3. 1806
- 1820 par. vacat
- 1820 Vincenc Zahradník, n. 29. 12. 1790 Neoboleslav, o. 12. 8. 1813, † 31. 8. 1836
- 1830 par. vacat
- 1831 Vinc. Urban, n. 13. 1. 1790 Tuhanens, o. 7. 8. 1813, † 27. 8. 1851
- 1836 Vinc. Heller, n. 30. 1. 1803 Wegstadt., o. 2. 9. 1829, † 14. 10. 1860
- 1837 par. vacat, admin. interim. Jos. Richter
- 1838 Jos. Pilz, n. 12.5.1806 Mikenhahn., o. 28. 9. 1832, † 22. 12. 1890
- 1852 Jos. Reinelt, n. 9. 6. 1802 Most, o. 4. 9. 1826, † 6. 12. 1864
- 1865 Jos. Nowotny, n. 11. 12. 1832 Aloisburgens., o. 25. 7. 1857, † 13. 8. 1894
- 1881 Franc. Stalla, n. 6. 8. 1845 Widelitz, o. 21. 7. 1872, † 28. 12. 1911
- 1902 par. vacat admin. interc. Ott. Erasm. Rybák
- 1903 Franc. Ehl, n. 5. 5. 1860 Ostrov, o. 22. 5. 1887, † 13. 11. 1943
- 1921 par. vacat admin. interc. excurr. Jos. Wagner
- 1. 4. 1921 Joann. Zerwes, n. 19. 12. 1879 Wenigerath (D), o. 14. 7. 1907
  - kol. 1945 Alois Frajt
- 1. 5. 1953 Jaroslav Michal
- 14. 5. 1953 Antonín Grus
- 15. 10. 1953 Ignác Stodůlka
- 1. 7. 1954 Milík Blahák
- 1. 9. 1956 Josef Vadovič
- 1. 11. 1956 František Kubát
- 1. 2. 1957 Miloslav Jurčík
- 1. 10. 1957 František Kubát
- 1. 11. 1990 Antonín Sporer
- 1. 7. 1999 Pavel Jančík
- 1. 6. 2008 Josef Mazura, admin. exc. z Ústí nad Labem-Střekov[3]

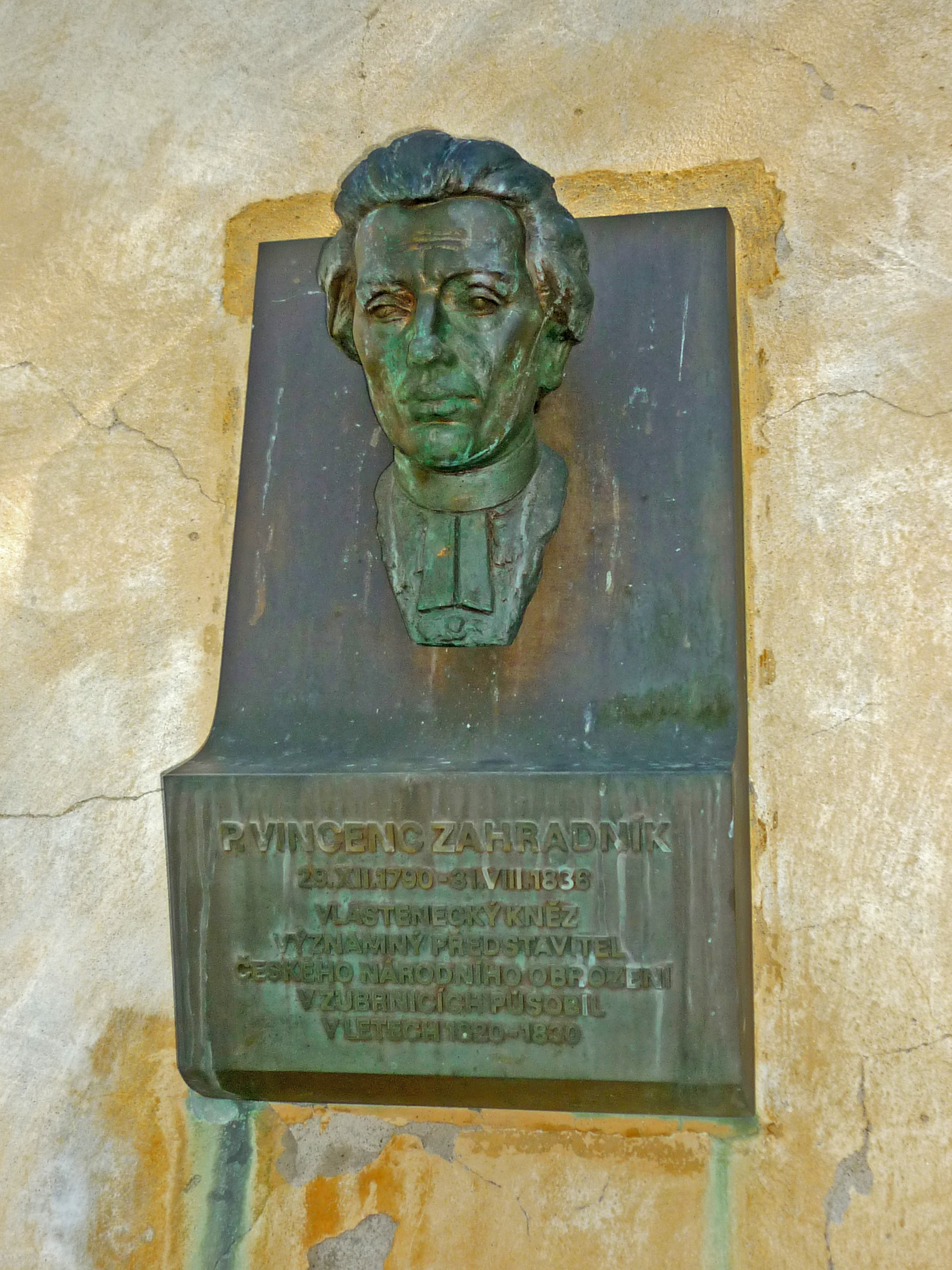
Busta Vincence Zahradníka na kostele sv. Máří Magdaleny v Zubrnicích

Kromě kněží stojících v čele farnosti, působili ve farnosti v průběhu její historie i jiní kněží. Většinou pracovali jako farní vikáři, kaplani, katecheté, výpomocní duchovní aj.

## Území farnosti
Do farnosti náleží území těchto obcí:
- Zubrnice (Saubernitz[p 2])
- Knínice (Kninitz[p 2])
- Leština (Leschtine[p 2])
- Liškov (Lischken[p 2])
- Stará Homole (Althummel[p 2])
- Týniště (Tünscht[p 2])

## Římskokatolické sakrální stavby a místa kultu na území farnosti
| | Fotografie | Stavba                    | Místo    | Bohoslužby                      | Zeměpisné souřadnice             | Status                 | Číslo kulturní památky                       |
| Kostel | Kostel     | Kostel                    | Kostel   | Kostel                          | Kostel                           | Kostel                 | Kostel                                       |
| --- | ---------- | ------------------------- | -------- | ------------------------------- | -------------------------------- | ---------------------- | -------------------------------------------- |
| 1. |            | Kostel sv. Máří Magdaleny | Zubrnice | bližší informace o bohoslužbách | 50°38′56″ s. š., 14°13′12″ v. d. | farní kostel           | 42976/5-4945 (Pk•MIS•Sez•Obr•WD) (Q24282795) |
| Kaple |            |                           |          |                                 |                                  |                        |                                              |
| 2. |            | Kaple Nejsvětější Trojice | Zubrnice | bližší informace o bohoslužbách | 50°38′53″ s. š., 14°13′26″ v. d. | obecní hřbitovní kaple | 43584/5-2677 (Pk•MIS•Sez•Obr•WD) (Q38140745) |
| 3. |            | Kaple sv. Prokopa         | Knínice  | bližší informace o bohoslužbách | 50°38′38″ s. š., 14°14′19″ v. d. | kaple                  | —                                            |
| Některé drobné sakrální stavby a pamětihodnosti lze dohledat zde v databázi Drobné sakrální památky Zaniklé sakrální stavby lze dohledat zde v databázi Poškozené a zničené kostely, kaple a synagogy v České republice |            |                           |          |                                 |                                  |                        |                                              |

Ve farnosti se mohou nacházet i další drobné sakrální stavby, místa římskokatolického kultu a pamětihodnosti, které neobsahuje tato tabulka.

## Příslušnost k farnímu obvodu
Z důvodu efektivity duchovní správy byl vytvořen farní obvod (kolatura) farnosti Ústí nad Labem-Střekov, jehož součástí je i farnost Zubrnice, která je tak spravována excurrendo.

## Galerie

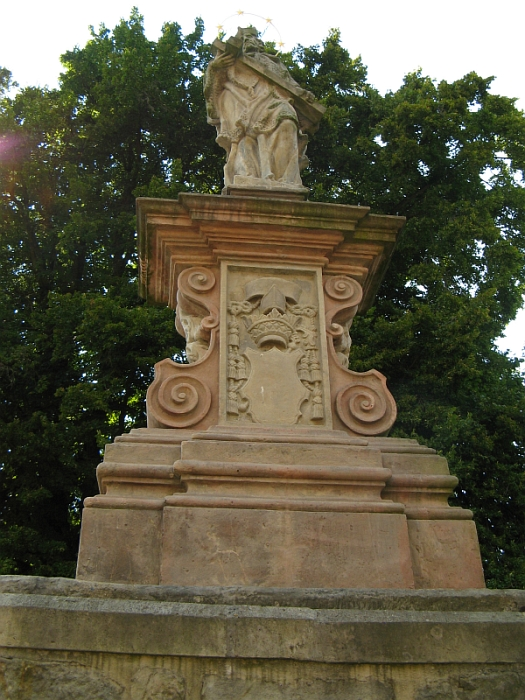
Socha sv. Jana Nepomuckého, Zubrnice
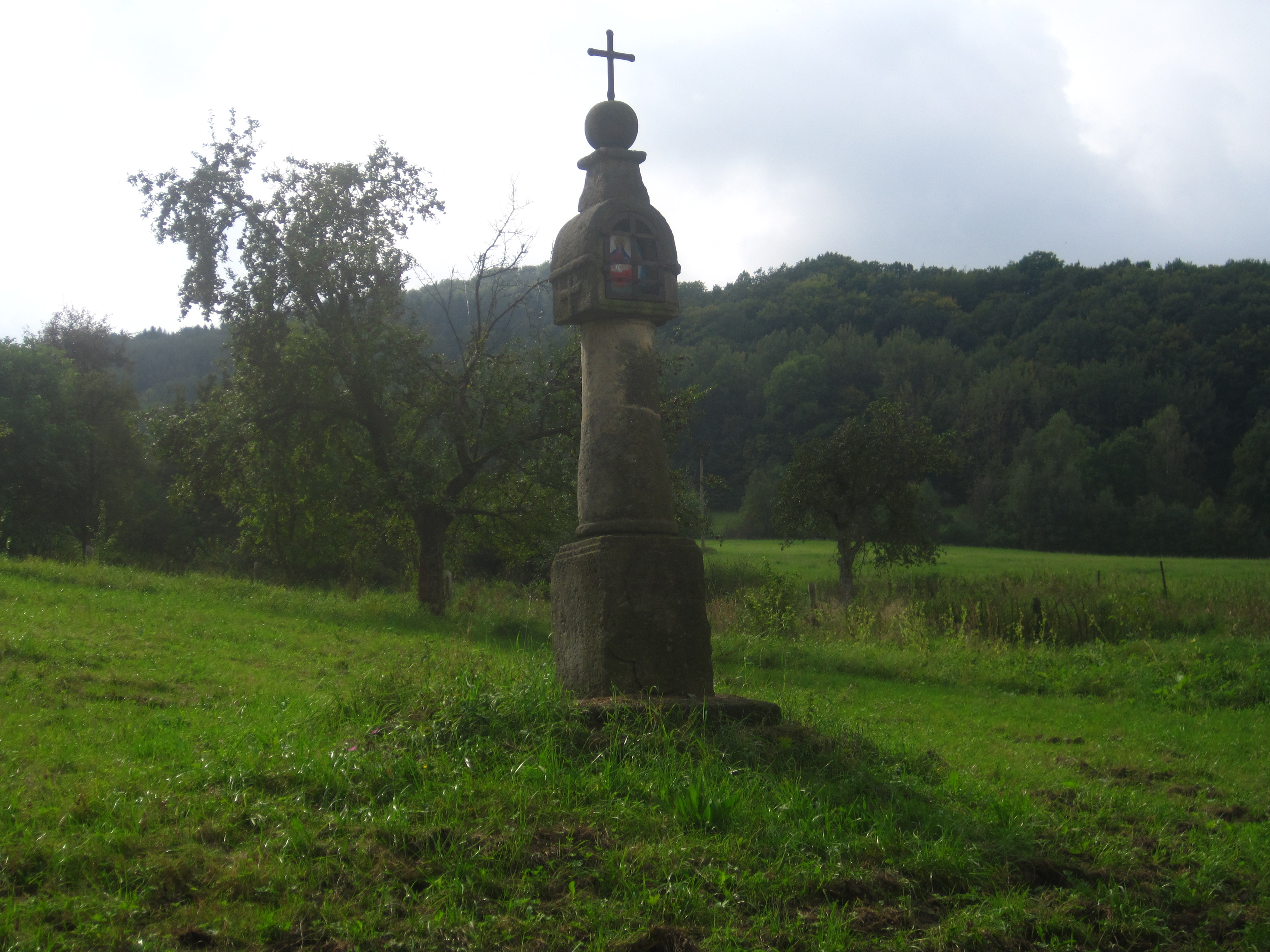
Boží muka, Týniště
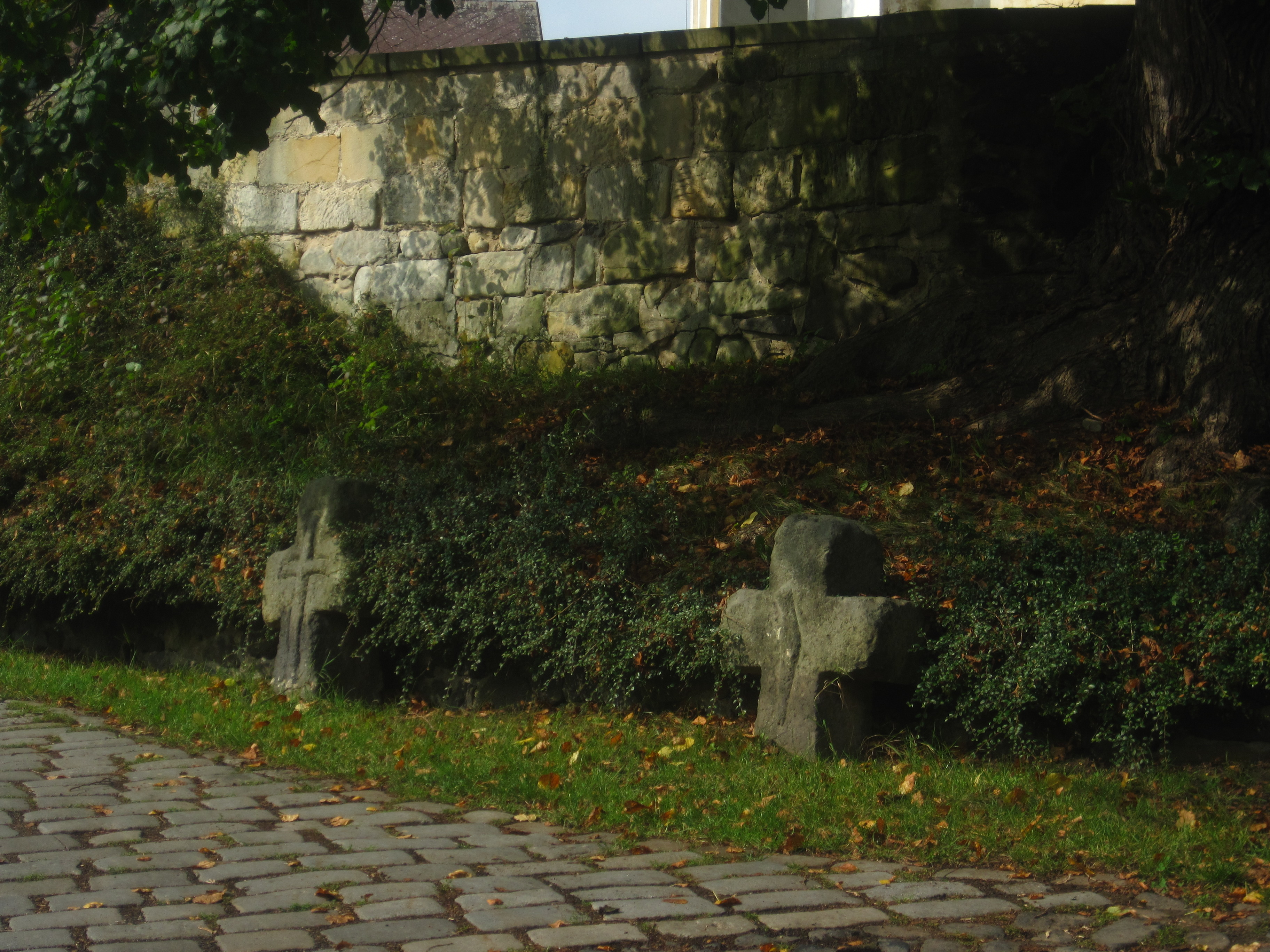
Smírčí kříže z Hrbovic a Chabařovic u kostela v Zubrnicích